# Vítor Costa
Pour les articles homonymes, voir Costa.
Vítor Costa de Brito , né le 1er juillet 1994 à Valente (Bahia) est un footballeur professionnel brésilien qui évolue au Earthquakes de San José.

## Biographie

### Débuts professionnels
Formé dans sa ville natale à Valente Bahia, il effectue toutes ces classes avant de jouer son premier match professionnel en 2015 contre l'ABC Futebol Clube et délivre sa première passes décisive dans une victoire de son club 3-0. Auteur d'un début de saison remarquable avec son club il devient un titulaire important en montrant son talent à son entraîneur. Il participe à 17 matchs en championnat et délivre 3 passes décisives pour 2 buts marqués.        

### Destination Portugal
En 2016, il est prêté pour deux ans au FC Arouca, après une année compliquée ou il joue très peu : seulement 11 matchs. Il se dévoile malgré tout durant sa deuxième année au club en délivrant 4 passes décisives en championnat. 
En 2018, il est prêté au CD Aves qui évolue en Liga NOS, il joue son premier match en tant que joueur titulaire contre le SC Braga. Très peu utilisé en début de saison, il s'impose dans l'effectif et montre son talent, il marque son premier but avec Aves contre le Boavista FC. Au total il joue 28 rencontres toutes compétitions confondues.

### Racing Club de Lens
Le 27 juin 2019, il passe sa visite médicale au RC Lens et dans la foulée il signe son contrat. Il est prêté avec option d'achat.
Il dispute son premier match officiel sous la tunique artésienne le 27 juillet 2019, lors de la première journée de Ligue 2 face au Mans FC (victoire 1-2). 

## Palmarès

### En club
Vítor Costa est vice-champion de France de Ligue 2 avec le RC Lens en 2020. 
| RC Lens                           |
| --------------------------------- |
| - Ligue 2 - Vice-Champion : 2020. |

## Style de jeu
Il se dévoile au fur et à mesure des rencontres avec un bon système de jeu défensive et il est capable d'apporter son soutien à son équipe. 